# Bukowska Wola
Bukowska Wola – wieś w Polsce położona w województwie małopolskim, w powiecie miechowskim, w gminie Miechów, przy drodze wojewódzkiej nr 783.
Wieś położona w końcu XVI wieku w powiecie ksiąskim województwa krakowskiego była własnością klasztoru bożogrobców w Miechowie.
W latach 1954–1968 wieś należała i była siedzibą władz gromady Bukowska Wola, po jej zniesieniu w gromadzie Miechów. W latach 1975–1998 miejscowość administracyjnie należała do województwa kieleckiego.
We wsi znajduje się Szkoła Podstawowa im. Samodzielnej Brygady Strzelców Karpackich – Obrońców Tobruku.